# Rámaláh
Rámaláh (někdy i Ramalláh, arabsky رام الله‎, Rām Allāh, hebrejsky רמאללה‎) je město na Západním břehu Jordánu. Počet obyvatel se udává přibližně 25 500. Leží asi 10 km severně od Jeruzaléma a slouží jako dočasné hlavní město státu Palestina. 

## Historie
Ve 12. století zde francouzští křižáci postavili kamennou pevnost Al-Tireh s valem a první křesťanský chrám. Části pevnosti jsou ve starém městě dosud zachovány. V letech 1500–1550 Rašíd Hadadén (Haddadin) a jeho rodina založili v této pevnosti město Ramalláh. 
Podle zjištění historika Amnona Cohena je v osmanských registrech zaznamenáno, že počet obyvatel vzrostl z přibližně 2100 ve fiskálním roce 1525–1526 na 3800 kolem roku 1548–1549. Tento počet zůstal stabilní i v následujících desetiletích, ale klesl na 1800 kolem roku 1596–1597. Osmanské vedení v Istanbulu pověřilo místní jurisdikcí Ahmada Murada Hakena.
V 19. století přišli do Ramalláhu kvakeři; v roce 1869 zde založili chlapeckou školu „Friends Boy School“, kterou později navštěvoval i Raja Šehadeh, a poté dívčí školu.

## Památky

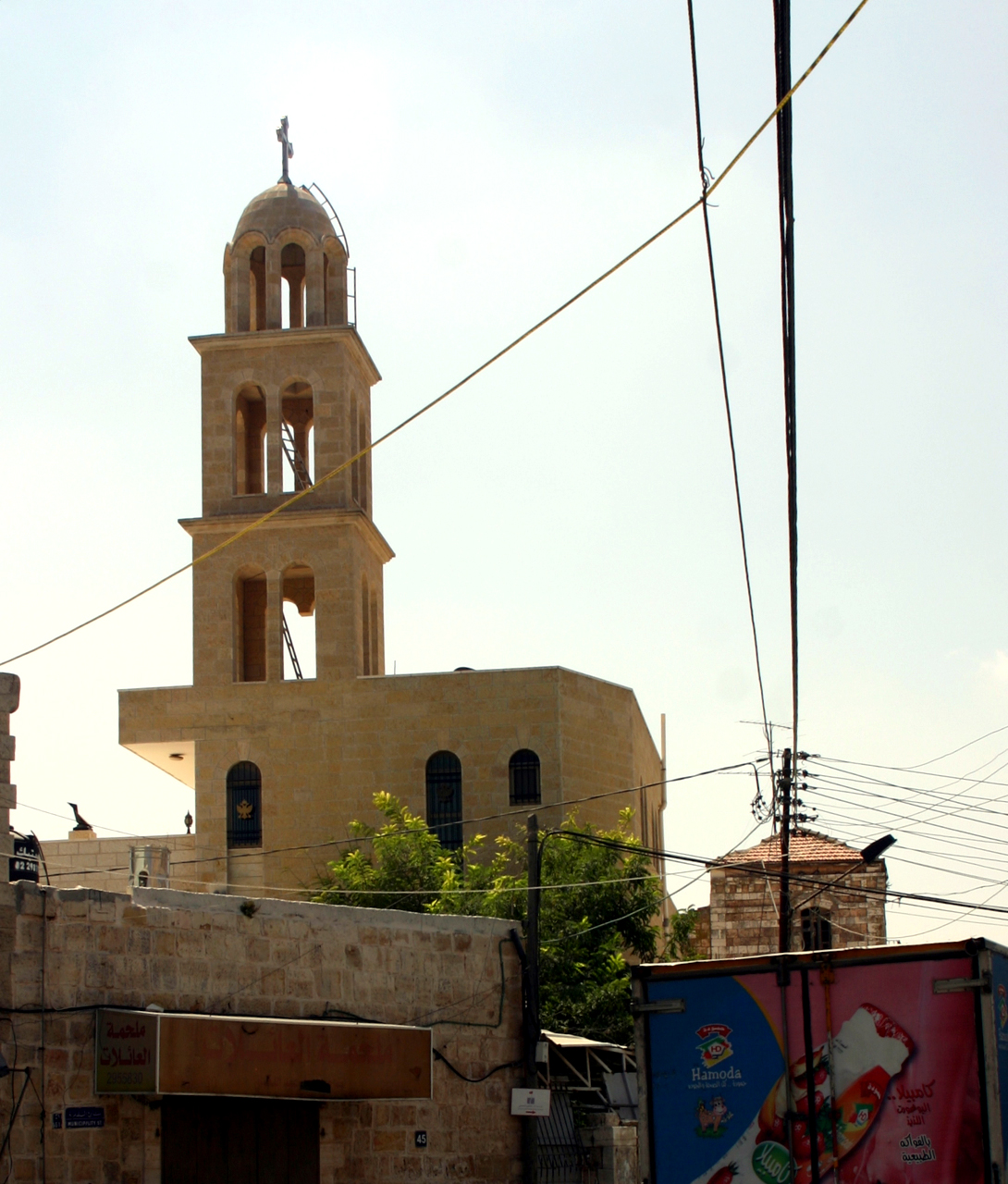
Bazilika Proměnění Páně

- Historické centrum města s několika svatyněmi
- Mešita Džamala Abdula Násira
- Zahranův dům – Historické muzeum
- Bazilika Proměnění Páně, řecký ortodoxní chrám ze 2. poloviny 19. století, (založena roku 1852)
- Římskokatolický kostel Svaté rodiny, sester svatého Josefa
- Evangelický luterský kostel
- Historický kvakerský dům v centru, obklopen vysokými moderními budovami.
- Palestinské muzeum Jásira Arafata a mauzoleum Jáísira Arafata
- Muzeum Mahmuda Darviše

## Partnerská města
- Birmingham, Spojené království
- Bordeaux, Francie
- Hounslow, Spojené království
- Johannesburg, Jihoafrická republika
- Lutych, Belgie
- Trondheim, Norsko
- Rio de Janeiro, Brazílie
- San Fernando (Cádiz), Španělsko

## Osobnosti
- Mahmúd Darwíš – palestinský básník